# SN 2005hz
SN 2005hz – supernowa typu Ia odkryta 11 października 2005 roku w galaktyce A004632+0050. W momencie odkrycia miała maksymalną jasność 20,90m.